# Stentäckvävare
Stentäckvävare (Centromerus persimilis) är en spindelart som först beskrevs av O. Pickard-Cambridge 1912.  Stentäckvävare ingår i släktet Centromerus och familjen täckvävarspindlar. Enligt den finländska rödlistan är arten nära hotad i Finland. Enligt den svenska rödlistan är arten otillräckligt studerad i Sverige. Arten förekommer i Svealand. Artens livsmiljö är hagmarker och lövängar. Inga underarter finns listade i Catalogue of Life.